# Antarte–Feirense
A Feirense-Beeceler (código UCI CDF) é a equipa profissional  de ciclismo de estrada do CD Feirense, fundada em 1983 e sediada em Santa Maria da Feira, compete nos Circuitos Continentais da UCI. 

## História
De Santa Maria da Feira, um município com uma rica tradição de ciclismo, o CD Feirense estabeleceu uma equipe de desenvolvimento no final de 1983 chamada Feirense-Ruquita que entrou na competição no ano seguinte. 
Foi o início de uma década competindo no desporto, a partir de 1987 nas fileiras profissionais, onde a sua grande conquista foi uma Volta a Portugal na geral vitória em 1990, com São Paio de Oleiros nativa Fernando Carvalho . 
- 1984 a 1986 a equipa competiu nos escalões de formação com a designação de Feirense-Ruquita.
- 1987 a equipa passou a competir no escalão de Profissionais.
- Em 1991 competiu com uma equipa no escalão de seniores (Sub 23), designada Modalusa-Feirense.
- Em 1994 foi extinta a equipa profissional de ciclismo.

No dia 26 de outubro de 2017, Rodrigo Nunes, presidente do CD Feirense, no âmbito das comemorações do centenário do Clube, revelou o regresso do clube ao desporto através de uma parceria com Fernando Vasco, gestor da equipa de desenvolvimento do Sport Ciclismo São João de Ver, e Fernando Pinto gestor da equipa Clube Ciclismo FJP. 
Fernando Pinto, antigo diretor geral da LA Alumínios–Metalusa Blackjack,assumiu a função de diretor geral e o ex ciclista Joaquim Andrade assumiu a função de diretor desportivo.

## Palmares

### PALMARÉS CICLISMO PROFISSIONAL CLUBE DESPORTIVO FEIRENSE

#### 1987 – Feirense / Ruquita
- 4º Geral Final Volta a Portugal; Orlando Neves
- 1º Geral Juventude Volta a Portugal; Orlando Neves
- 1º etapa 9 Volta a Portugal; Renato Ferraro (Bra)

1988 – Feirense / Ruquita
- 1º etapa 10 Volta a Portugal; Luís Santos
- 1º Geral GP JN; Manuel Correia
- 1º Geral Volta Terras Stª Maria; Orlando Neves

1989 – Ruquita / Feirense
- 1º etapa 1 Volta a Portugal; Orlando Neves
- 1º etapa 16 Volta a Portugal; Slawomir Pietruszewsky (Pol)
- 1º Geral Clássica das Beiras: Manuel Correia

1990 – Ruquita / Philips / Feirense
- Vitória na Volta a Portugal, Fernando Carvalho
- 1ª equipa Prólogo Volta Portugal; Ruquita–Philips–Feirense (Camisola amarela Paulo Silva)
- 1º etapa 7 Volta a Portugal; Fernando Carvalho
- 1º etapa 16 Volta a Portugal; Benjamim Carvalho
- 1º etapa 17 Volta a Portugal; Fernando Carvalho
- 1º Combinado Volta a Portugal; Fernando Carvalho
- 1º Geral Volta ao Algarve; Fernando Carvalho
- 1º GP Sintra; Carlos Pinho

1991 – Ruquita / Feirense / Philips
- 1ª equipa Prólogo Volta a Portugal; Ruquita – Philips – Feirense (Camisola amarela: Jorge Mendes)
- 1º etapa 15 Volta a Portugal; Orlando Rodrigues
- 2º Geral Volta Portugal; Orlando Rodrigues
- 1º Geral Juventude Volta a Portugal; Orlando Rodrigues
- 1º Geral GP Correio da Manhã; Carlos Carneiro

1992 – Philips / Etiel / Feirense
- 1º Porto – Lisboa; Oleg Logvin (Rus)
- 1º Geral GP Correio da Manhã; Carlos Carneiro
- 1º Geral Juventude, Volta a Portugal; Quintino Rodrigues
- 2º Geral Volta Portugal: Quintino Rodrigues

1993 – Imporbor / Feirense
- 1ª equipa Prólogo Volta Portugal; Imporbor – Feirense (Camisola amarela: Fernando Carvalho)
- 1º etapa 12 Volta a Portugal; Quintino Rodrigues
- 1º etapa 14 Volta a Portugal; Fernando Carvalho
- 1º Juventude Volta a Portugal; Quintino Rodrigues
- 1º Geral Volta Terras Santa Maria; Joaquim Andrade
- 1º Geral GP Abimota; Fernando Carvalho

2018 – Vito / Feirense / Blackjack (Ano comemorações do Centenário do Clube Desportivo Feirense)
- 4º Geral Final Volta a Portugal; Edgar Pinto
- 1º Campeonato Nacional Eliminação – Pista; João Matias
- 1º Campeonato Nacional Perseguição Individual – Pista; João Matias
- 1º Geral Vuelta a la Comunidad de Madrid (Espanha); Edgar Pinto
- 1º Geral Sub-23, Vuelta a la Comunidad de Madrid (Espanha); Xuban Errazkin
- 1º Geral Juventude Volta Portugal; Xuban Errazkin

2019 – Vito / Feirense / Pnb
- 1º Geral GP Açores; António Ferreira
- 1º Etapa 3 GP Açores; António Ferreira
- 1º Etapa 1 Grande Prémio JN; João Matias
- 1º Etapa 2 GP Abimota; Oscar Pelegrí
- 1º Etapa 4 GP Abimota; Pedro Andrade
- 1º Circuito da Moita; João Matias
- 1º Campeonato Nacional Madison / Pista; João Matias
- 1ª Equipa GP Açores
- 1ª Equipa GP Abimota
- 2º Prueba Villafranca-Ordiziako Klasika (Espanha); Jesus Del Pino
- 2º Campeonato Nacional Pista – Omnium / Pista; João Matias
- 2º Campeonato Nacional Pista – Perseguição / Pista; João Matias
- 3º Campeonato Nacional Fundo Sub-23; Bernardo Saavedra

2020 – Feirense
- 2º Prólogo Volta a Portugal em Bicicleta; Rafael Reis
- 2º Prova Reabertura – Anadia; Rafael Reis
- 4º Campeonato Nacional CRI; Rafael Reis
- 4º Etapa 6 Volta a Portugal em Bicicleta; Oscar Pelegrí
- 5º Campeonato Espanha Omnium / Pista; Oscar Pelegrí
- 14º Taça Mundo Pista (Canadá) – Madison / Pista; Oscar Pelegrí
- 16º Tour Du Doubs (França); Oscar Pelegrí
- 20º Campeonato Europa CRI (França); Rafael Reis

2021 – Antarte – Feirense
- 1º Etapa 5 Grande Prémio Jornal Noticias; Vicente De Mateos
- 1º Etapa 4 Grande Prémio Douro Internacional; Gonçalo Amado
- 1º Etapa 2 GP Abimota: Rafael Silva
- 1º Montanha Volta a Portugal Bicicleta; Bruno Silva
- 1º Montanha GP Douro Internacional; Gonçalo Amado
- 1º Montanha GP Jornal Noticias; António Ferreira
- 1º Juventude, Prova Abertura – Troféu Região de Aveiro; António Ferreira
- 1º Juventude GP O Jogo; Afonso Eulálio
- 1º Metas Autarquias GP O Jogo; Bruno Silva
- 1º Metas Autarquias GP Abimota; Bruno Silva
- 1º Metas Autarquias GP Jornal Noticias; Bruno Silva
- 2º Taça de Portugal Elites; Rafael Silva
- 2º Memorial Bruno Neves; Rafael Silva
- 2º GP Anicolor; Rafael Silva
- 2º Etapa 2 GP Torres Vedras / Troféu Joaquim Agostinho; Rafael Silva
- 3º Prova Abertura – Troféu Região de Aveiro; Rafael Silva
- 5º Campeonato Nacional Fundo Elites; Fábio Oliveira
- 5º Campeonato Nacional Fundo Sub23; António Ferreira
- 5º Campeonato Nacional Ciclocrosse; Gonçalo Amado
- 27º Tour de Vendée (França); Vicente De Mateos
- 28º Paris - Chauny (França); Rafael Silva

2024 – Feirense – Beeceler
- 1º Etapa 3 GP Torres Vedras; Afonso Eulálio